# Liste des rois d'Ailech
Les rois d'Ailech étaient les descendants de Eógan, c'est-à-dire les Cenél nEógain, et appartenaient ainsi à une branche des Uí Néill. La liste ci-dessous regroupe leurs rois jusqu'en 1185. Certains d'entre eux étaient également des Hauts-rois d'Irlande.

## Historique
Après la destruction d'Ailech dans le comté de Donegal par Muircheartach Ua Briain en 1101, ou peut-être même à partir de 1050, les rois d'Ailech furent reconnus à Tuloch-Og dans le comté de Tyrone. Les Mac Lochlainn transfèrent ensuite le lieu de leur intronisation à Derry alors que leurs rivaux les O'Neill demeurent à Tuloch-Og. Sauf indication contraire, les dates spécifiées sont les dates d'accession et de mort.

## Premiers rois d'Ailech
- mort en 465 : Eoghan mac Néill
- 466-489 : Muiredach mac Eógain
- 489-534 : Muirchertach Mac Ercae
- 534-566 : Fergus mac Muirchertach & Domnall mac Muirchertach
- 566-572 : Eochaid mac Domnaill & Báetán mac Muirchertach
- 572-580 : Colgu mac Domnaill
- 580-604 : Colmán Rímid
- 604-612 : Áed Uaridnach
- 612-628 : Suibne Menn
- 628-630 : Máel Fithrich mac Áedo
- 630-636 : Ernáine mac Fiachnai
- 636-656 : Crunnmáel mac Suibni
- 656-671 : Fergus mac Crundmáel
- 671-681 : Máelduin mac Máele Fithrich
- 681-693 : Fland mac Máel-Tuile mac Crundmáel (†  700)
- 693-700 : Urthuile mac Máel-Tuile mac Crundmáel (ga) (†  700)

## Rois d'Ailech depuis 700
- Fergal mac Máele Dúin, (700-11 décembre 722);
- Áed Allán mac Fergaile, (722-743);
- Niall Frossach mac Fergaile, (743-770);
- Máel Dúin mac Áedo Alláin, (770-788);
- Áed Oirdnide mac Neill, (788-819);
- Murchad mac Máele Dúin, (819-823);
- Niall Caille mac Áeda, (823-846);
- Máel Dúin mac Áeda, (846-???)
- Áed Findliath mac Néill, (vers 855-20 novembre 879);
- Murchad mac Máele Dúin, (879-887);
- Flaithbertach mac Murchado, (887-896);
- Domnall mac Áeda, (887-915);
- Niall Glúndub mac Áeda, (896-15 septembre 919), tué à la bataille d'Islandbridge ;
- Flaithbertach mac Domnaill, (916-919) ;
- Fergal mac Domnaill, (919-938);
- Muirchertach mac Neill, (938-26 février 943);
- Domhall mac Muircheartach ua Néill, (943-980);
- Flaithbertach mac Muirchertaig meic Néill, (943-949);
- Flaithbertach mac Conchobair, (956-962) , airrig [1];
- Tadg mac Conchobair, (956-962), airrig;
- Conn mac Conchobair, (956-962), airrig;
- Murchad Glun re Lar mac Flaithbertaigh, (962-972) (mort en 974) , airrig;
- Fergal mac Domnaill meic Conaing, (980-989);
- Áed mac Domnaill Ua Néill, (989-1004);
- Flaithbertach Ua Néill, (1004-1030), abdique ;
- Áed mac Flaithbertaig Ua Néill, (1030-1032);
- Flaithbertach Ua Néill, (1032-1036), rétabli ;
- Niall mac Máel Sechnaill, (1036-1061);
- Ardgar mac Lochlainn, (1061-1064);
- Áed Ua hUalgairg, (1064-1067);
- Domnall mac Néill, (1067-1068);
- Áed mac Néill, (1068-1083);
- Donnchad mac Néill, (1083-1083);
- Domhnall MacLochlainn, (1083- mort le 9 février 1121);
- Conchobar mac Domnaill, (1121-1128), déposé ;
- Magnus ua (Mac) Lochlainn, (1128-1129);
- Conchobar mac Domnaill, (1129-1136), rétabli ;
- Muirchertach MacLochlainn, (1136-1143), déposé ;
- Domnall Ua Gairmledaig, (1143-1145), déposé ;
- Muirchertach MacLochlainn, (1145-1166) rétabli;
- Conchobar mac Muirchertach Mac Lochlainn, (1166-1167) déposé;
- Niall Mac Lochlainn, (1167-1176 Leth-rí  († 1176);
- Áed In Macáem Toinlesc Ua Neill, (1167-1177) Leth-rí  († 1177);
- Máel Sechlainn mac Muirchertaig Mac Lochlainn, (1177-1185) († 1185).

Les Cenél nEógain gouvernèrent ensuite comme Rois de Tír Eógain.